# Pfeffersäckchen
Pfeffersäckchen ist eine streichfähige, geringfähig abgetrocknete Rohwurst aus umgerötetem Schweinefleisch mit grünen Pfefferkörnern, die in feiner oder grober Mahlung angeboten wird.
Die Wurstmasse für Pfeffersäckchen wird in einseitig verschlossene Kunstdarmabschnitte aus Endlosware gefüllt, die einseitig mit Quernähten versehen sind, was den Eindruck eines Säckchens erweckt.